# Polopos
Polopos er en by og kommune i det sydøstlige Spanien i provinsen Granada. Den har et indbyggertal på 1.671 (2024) indbyggere.